# Dietmar de Merseburgo
Dietmar de Merseburgo (em latim: Thietmarus Merseburgensis; 25 de julho de 975 – 1 de dezembro de 1019), também Thietmar e Dithmar, foi um cronista germânico e bispo de Merseburgo.

## Vida
Dietmar era filho de Sigurdo, o Velho, conde de Walbeck (m. 991) e parente da família do imperador Otão, o Grande, com Cunigunda (m. 997), filha de Henrique I, o Calvo, conde de Stade. Foi educado em Quedlimburgo e em Magdeburgo, tornou-se prepósito (provost) da Abadia de Walbeck em 1002 e bispo em Merseburgo sete anos depois. Participou ativamente da política de sua época e, em 994, foi feito prisioneiro e refém pelos nórdicos.
Morreu em 1 de dezembro de 1019 e está enterrado na Catedral de Merseburgo.

## Chronicon Thietmari

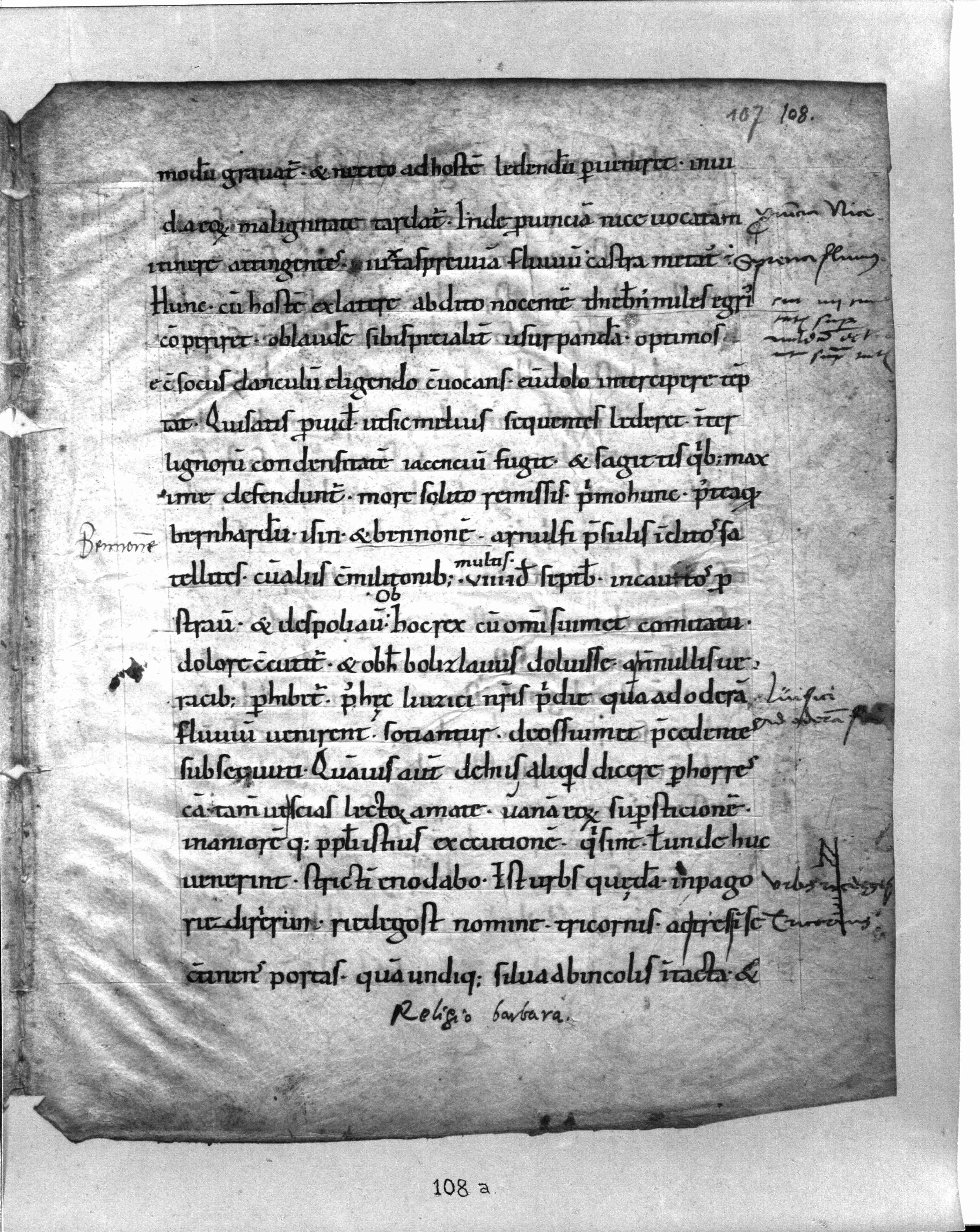
Chronicon Thietmari

Entre 1012 e 1018, durante seu episcopado, Dietmar compôs sua crônica, a "Chronicon Thietmari", com oito livros cobrindo o período de 908 a 1018, os imperadores saxões Henrique I, o Passarinheiro, os três "Otões" (Otão I, Otão II e Otão III) e Henrique II, o Santo. Como conselheiro do imperador e participante ativo em muitas transações políticas importantes, Dietmar estava em excelente posição para escrever a história de sua época.
Os três primeiros livros, cobrindo os reinos de Henrique I e os dois primeiros Otões, são em grande parte baseados em crônicas anteriores, a maior parte delas ainda existentes ("Res gestae Saxonicae", de Viducindo de Corvey, e os Anais de Quedlimburgo" entre outras); o quarto, que cobre o reinado de Otão III, contém muito material original; já os quatro livros seguintes, que descrevem o reinado de Henrique II até 1018, são as narrativas do próprio Dietmar. Além de serem as principais fontes para a história saxônica durante o reinado de Henrique II, eles contêm informações valiosas que não existem em nenhuma outra obra da época sobre a história dos povos eslavos que viviam para leste do rio Elba, além de poloneses e húngaros.
O estilo do latim e a composição são de baixa qualidade, principalmente por que, como revela o manuscrito original, Dietmar continuou a fazer emendas e inserções no texto depois que ele foi completado. Este manuscrito foi transferido para Dresda em 1570 e, quando a cidade foi destruída pelo destruída na Segunda Guerra, foi muito danificado, com apenas alguns poucos fólios intactos. Por sorte, uma edição facsimile havia sido publicada em 1905 por L. Schimdt. A "Crônica" é, ainda assim, uma excelente fonte para a história da Saxônia da época. Obsessivo nos detalhes, Dietmar não deixou de registrar nem os menores e reservou o maior nível de detalhe para os eventos da Diocese de Merseburgo e para as guerras contra os vendos (Eslavos polábios) e os poloneses.
A afirmação de Dietmar de que a Cruz de Gero da Catedral de Colônia teria sido encomendada pelo arcebispo Gero de Colônia, que morreu em 9776, foi descartada pelos historiadores da arte, que acreditavam que ele fazia referência a uma outra cruz. Na década de 1920 este consenso começou a ser discutido e, em 1976, provou-se que Dietmar estava correto através da dendrocronologia.

### Edições e traduções
Thietmari Merseburgensis episcopi Chronicon:
- Mentzel-Reuters, Arno e Gerhard Schmitz. Chronicon Thietmari Merseburgensis. MGH. Munich, 2002. Imagens do manuscrito de Dresden (editada por Birgit Arensmann e Alexa Hoffmann) e a edição de 1935 de Holtzmann, disponível online  (em latim)
- Holtzman, Robert (ed.) e J.C.M. Laurent, J. Strebitzki und W. Wattenbach (trad.). Die Chronik des Thietmar von Merseburg. Halle, 2007 (1912). ISBN 978-3-89812-513-0. Nova publicação baseada em edições anteriores e traduções alemãs, incluindo 48 ilustrações de Klaus F. Messerschmidt. (em alemão)
- Holtzmann, Robert (ed.). Die Chronik des Bischofs Thietmar von Merseburg und ihre Korveier Überarbeitung. MGH Scriptores rerum Germanicarum NS 9. Berlin, 1935. Disponível na Digital MGH.  (em alemão)
- Wattenbach, Wilhem e Friedrich Kurze (ed.). Thietmari Merseburgensis episcopi Chronicon. MGH Scriptores rerum Germanicarum in usum scholarum separatim editi 54. Hanover, 1889. PDF disponível online no Internet Archive. (em latim)
- Lappenberg, J.M. (ed.). "Thietmari Chronicon a 919-1018." In Annales, chronica et historiae aevi Saxonici, ed. Heinrich Pertz. MGH Scriptores (in Folio) 3. Hanover, 1839. 723–871. Disponível online (em alemão)
- Warner, David A. (trad.). Ottonian Germany. The Chronicon of Thietmar of Merseburg. Manchester, 2001. ISBN 0-7190-4925-3. (em inglês)
- Trillmich, Werner (tr.). In Thietmar von Merseburg. Chronik. Ausgewählte Quellen zur Deutschen Geschichte des Mittelalters vol 9. 8th ed. Darmstadt: Wissenschaftliche Buchgesellschaft, 2002 (1957). ISBN 3-534-00173-7. (em alemão moderno)